# アキザキスノーフレーク
アキザキスノーフレーク（学名：Acis）は、アキザキスノーフレーク属に含まれる球根植物の一つ。学名をそのまま読みアキス・オータムナーレ、エイシスとも呼ぶ場合もある。

## 特徴
本種（アキザキスノーフレーク属）はスノーフレーク（学：Leucojum aestivum）に草姿、形態共に非常に似ているが、複数異なる点がある。
- 花期が９～１０月頃

- 花被片に緑色のスポットが見られない

- 花被片の基部が淡い桃色になる

- 花茎が細く葉も細い

点などが挙げられる。種小名が指す通り、本種の花が咲くのは９～１０月の秋頃にあたり、15cm程の花茎の先端に基部がやや桃色で白色を基調とした花をやや下向きに付ける。花が枯れた後も葉は翌春頃まで残る。花言葉に、「穢れなき心」である。

## 名前について
アキス属のアキスはイタリアにあるシチリア島にある川名から取られたとされている。名前の由来になったギリシャ神話の中に以下のような話がある。
ファウヌス（Faunus）の息子アーキス（Acis）は、海の女神であるガラテア（Galatea）にとても愛されていたが、それに嫉妬をした単眼巨人のポリュペーモス（Polyphemus）がアーキスに対して岩を投げ、アーキスは川になってしまった。
その川がアキス川にあたるとされている。かつてスノーフレーク属に分類されていた名残からか、レウコジュム・オータムナーレとも呼ばれる。